# Kenttä

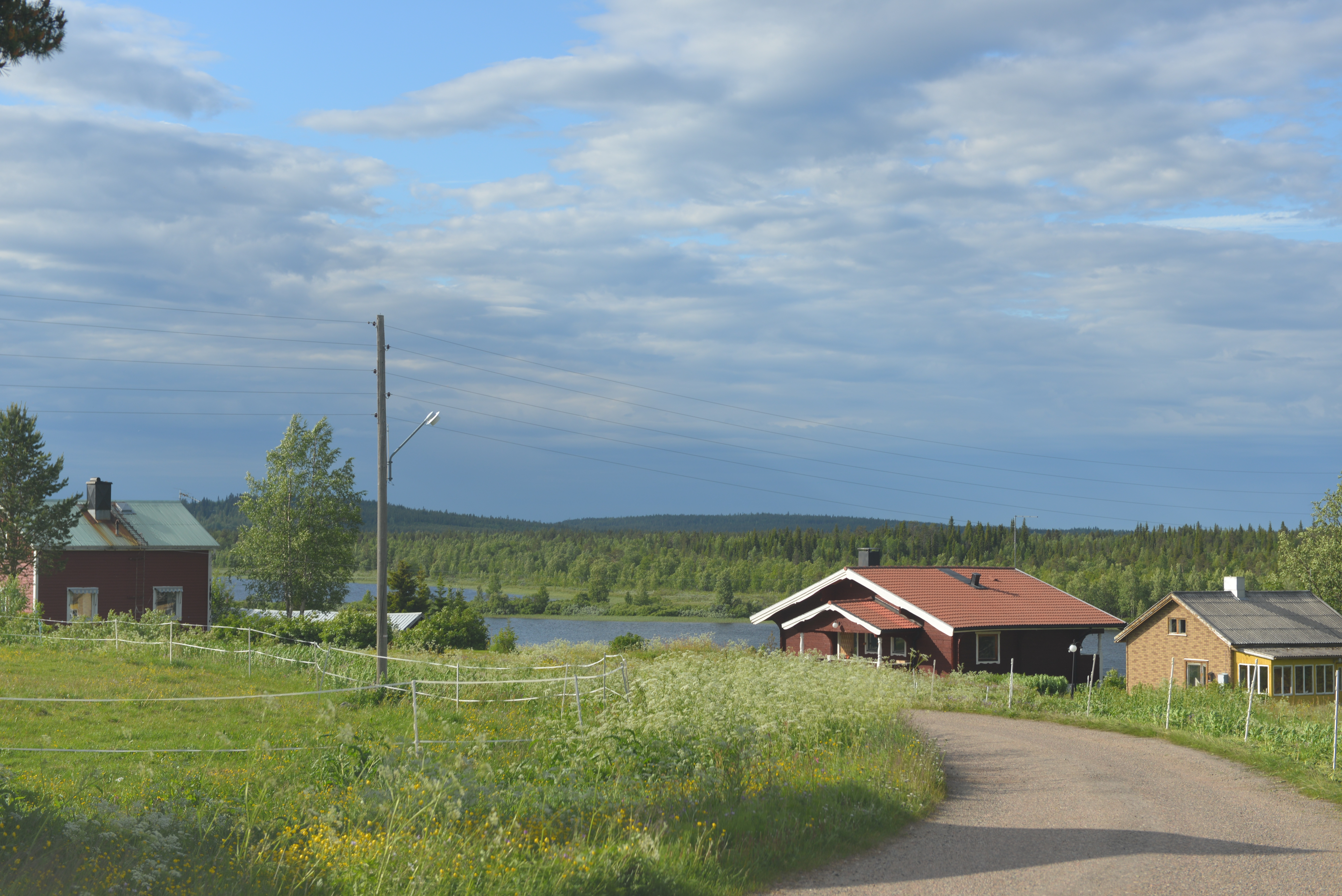
Kenttä.

Kenttä är en by i Pajala kommun vid Torne älv i Norrbotten, belägen invid länsväg 395 mellan Lovikka och Junosuando, cirka 30 km nordväst om Pajala och mindre än två kilometer öster om Junosuando kyrka. Den kan även sägas vara en del av Junosuando.
Kenttä betyder fält eller "glänta". Därför finns det många platser med detta namn. Ofta förknippas platsen med ett ställe där man hållit kreatur, ibland en fäbodvall eller ett ställe för en sommarladugård.